# Малеев, Руслан Сергеевич
Русла́н Серге́евич Мале́ев (род. 23 августа 1986, Курск) — российский легкоатлет, специалист по бегу на средние дистанции. Выступал на профессиональном уровне в 2007—2016 годах, чемпион России в эстафете 4×800 метров, победитель и призёр ряда крупных всероссийских стартов. Представлял Курскую область. Мастер спорта России.

## Биография
Руслан Малеев родился 23 августа 1986 года в Курске, вместе с братом-близнецом Романом. Учился в курской средней школе № 10, Курском педагогическом колледже (2003—2006), окончил Курский институт социального образования (филиал) Российского государственного социального университета (2012).
Занимался лёгкой атлетикой в местной секции под руководством тренера Валерия Дмитриевича Руденко, с 2007 года выступал на крупных соревнованиях всероссийского значения.
Первого серьёзного успеха на всероссийском уровне добился в сезоне 2009 года, когда на чемпионате России по эстафетному бегу в Сочи стал серебряным призёром в эстафете 4×800 метров.
В 2010 году в той же дисциплине взял бронзу на зимнем чемпионате России в Москве, одержал победу на эстафетном чемпионате России в Сочи.
В 2011 году в беге на 1500 метров финишировал четвёртым на Кубке губернатора в Волгограде, в эстафете 4×800 метров был вторым на зимнем чемпионате России в Москве.
На эстафетном чемпионате России 2012 года в Адлере взял бронзу в программе эстафеты 4×800 метров.
В 2013 году на чемпионате России по эстафетному бегу в Адлере стал серебряным призёром в эстафете 4×1500 метров.
В 2016 году выиграл бронзовую медаль в эстафете 4×1500 метров на эстафетном чемпионате России в Адлере. По окончании сезона завершил спортивную карьеру.